# 郵鎮
郵鎮（post town）是英國郵編系統中最基本的單位之一。  郵鎮填寫正確與否直接決定了郵件能否順利送達。現在其主要作用是區分沒有郵編的地點或街道。

## 組織
英國現有大約1,500個郵鎮，由皇家郵政統一管理。 每一個郵鎮對應一個或多個郵區，涵蓋城市、小鎮及村莊。一般與行政邊界並不重疊而是取決於實際情況，因此常常跨郡、國會選區和教區。這也是原來英國的郵郡漸漸廢棄的緣故之一。另外一些地區，一個postal district有多個郵鎮。

## 用法
皇家郵政規定郵件上必須填寫郵鎮，并儘可能採用大寫。但實際上小寫形式也被接受，有些地區更是慣用小寫。
下例中的“LONDON”就是郵鎮名。
1 Vallance Road
LONDON
E2 1AA